# Bisdom Villa María

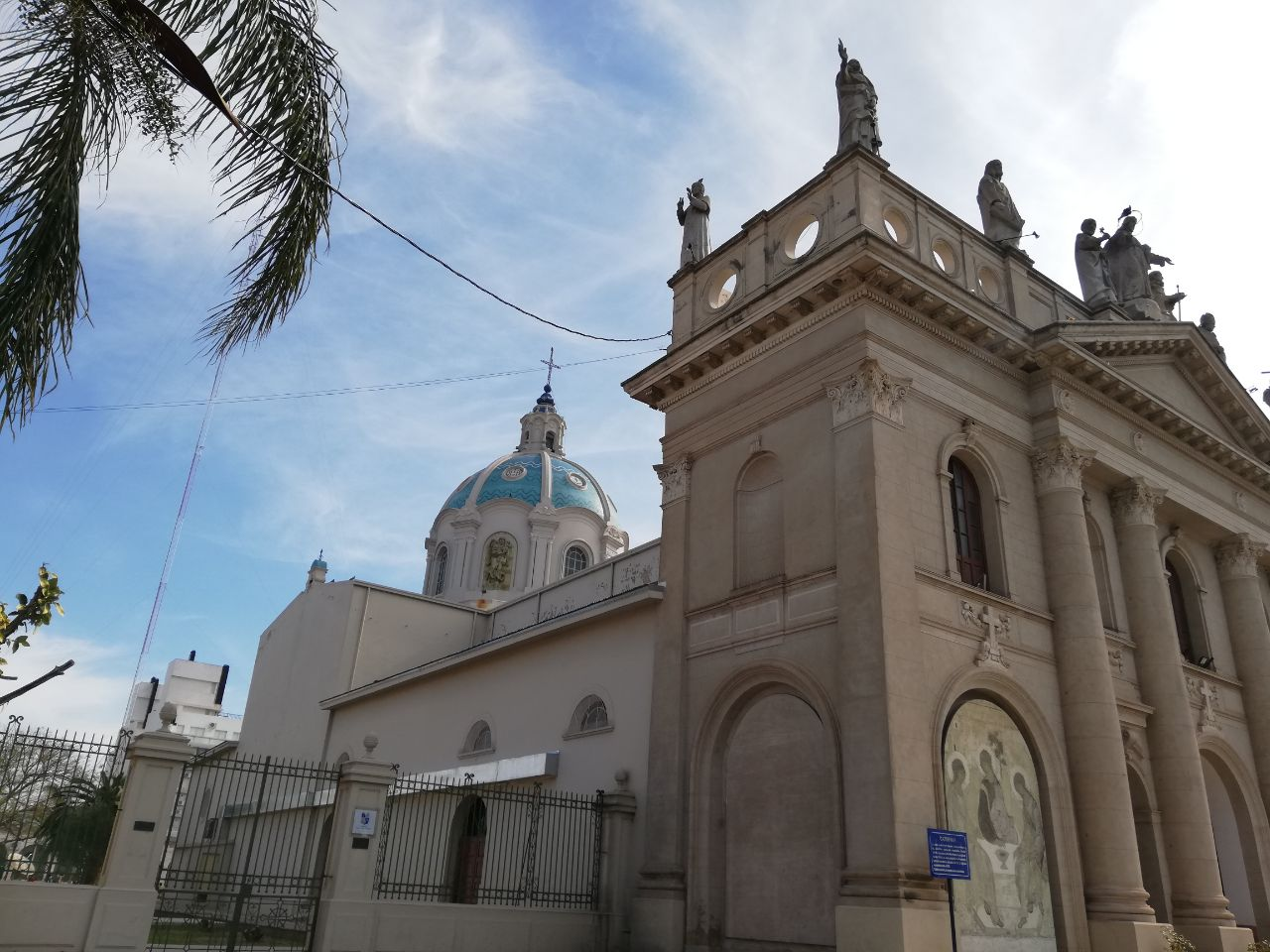
De kathedraal Inmaculada Concepción van Villa María

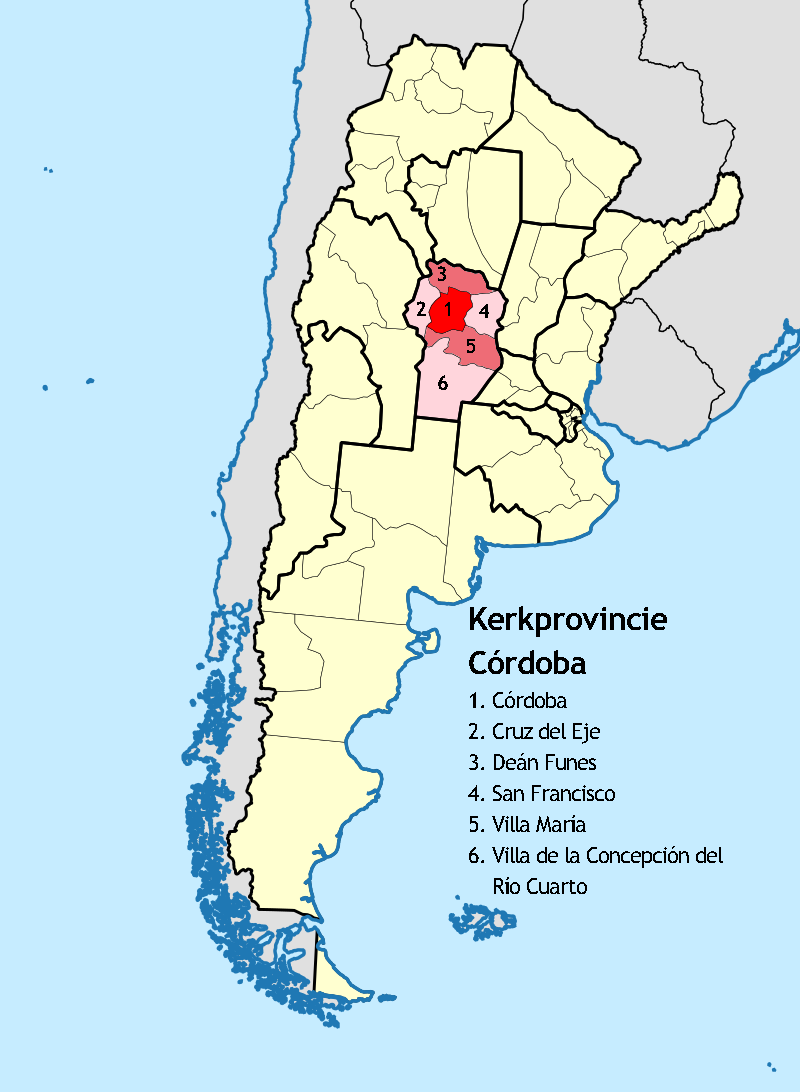
Het bisdom (5) binnen de kerkprovincie Córdoba

Het bisdom Villa María (Latijn: Dioecesis Civitatis Mariae) is een rooms-katholiek bisdom met als zetel Villa María in Argentinië. Het bisdom is suffragaan aan het aartsbisdom Córdoba. Het bisdom werd opgericht in 1957.
In 2020 telde het bisdom 51 parochies. Het bisdom heeft een oppervlakte van 28.000 km² en telde in 2020 389.000 inwoners waarvan 80,9% rooms-katholiek waren. 

## Bisschoppen
- Alberto Deane, C.P. (1957-1977)
- Cándido Genaro Rubiolo (1977-1979)
- Alfredo Guillermo Disandro (1980-1998)
- Roberto Rodríguez (1998-2006)
- José Ángel Rovai (2006-2013)
- Samuel Jofré Giraudo (2013-)

Córdoba (aartsbisdom) · Cruz del Eje · Deán Funes (territoriale prelatuur) · San Francisco · Villa de la Concepción del Río Cuarto · Villa María